# Liste der Naturdenkmale in Taura
Die Liste der Naturdenkmale in Taura nennt die Naturdenkmale in Taura im sächsischen Landkreis Mittelsachsen.

## Definition
„Naturdenkmäler sind rechtsverbindlich festgesetzte Einzelschöpfungen der Natur oder entsprechende Flächen bis zu fünf Hektar, deren besonderer Schutz erforderlich ist
1. aus wissenschaftlichen, naturgeschichtlichen oder landeskundlichen Gründen oder
2. wegen ihrer Seltenheit, Eigenart oder Schönheit.“

„§ 18 – Naturdenkmäler – (zu § 28 BNatSchG)
(1) Die Erklärung nach § 22 Abs. 1 BNatSchG von Teilen von Natur und Landschaft als Naturdenkmal erfolgt durch Rechtsverordnung oder Einzelanordnung.
(2) Über § 28 Abs. 1 BNatSchG hinaus können Naturdenkmäler zur Sicherung von Lebensgemeinschaften oder Lebensstätten von im Bestand gefährdeten oder streng geschützten Arten festgesetzt werden.“

## Naturdenkmale
Link zu einem Kartenansichtstool, um Koordinaten zu setzen.
| Bild                          | Bezeichnung           | Lage                                    | Beschreibung | Datum | Nummer |
| ----------------------------- | --------------------- | --------------------------------------- | ------------ | --- | ------ |
| mehr Fotos \| Fotos hochladen | Rosskastanie in Taura | Taura (50° 55′ 7,6″ N, 12° 50′ 29,8″ O) | Rosskastanie | Verordnung des Landratsamtes Mittelsachsen zur Festsetzung von Naturdenkmalen im Landkreis Mittelsachsen vom 28. September 2012 | ND 149 |